# Viktor Brack
Viktor Hermann Brack (Haaren, 9 de novembro de 1904 – Landsberg, 2 de junho de 1948) foi membro da Schutzstaffel (SS) e um criminoso de guerra nazista condenado e um dos proeminentes organizadores do programa de eutanásia Aktion T4; esta iniciativa nazista resultou no assassinato sistemático de 275.000 a 300.000 pessoas com deficiência. Ele ocupou vários cargos de responsabilidade na Chancelaria de Hitler em Berlim. Seguindo o seu papel no programa T4, Brack foi um dos homens identificados como responsáveis pelo gaseamento de judeus em campos de extermínio, tendo conferido com Odilo Globočnik sobre a sua utilização na implementação prática da Solução Final. Brack foi condenado à morte em 1947 no Julgamento dos Médicos e executado por enforcamento em 1948.

## Biografia
Brack nasceu filho de um médico em Haaren (hoje parte de Aachen), na província do Reno.  Em 1928, formou-se em agricultura na Universidade Técnica de Munique e logo depois começou a administrar a propriedade anexa ao sanatório de seu pai; ele também foi piloto de testes da BMW. 
Em 1929, aos 25 anos, Brack tornou-se membro do Partido Nazista (NSDAP) e da Schutzstaffel (SS). Ao longo de 1930 e 1931, Brack foi um dos motoristas pessoais de Heinrich Himmler, tendo conhecido o Reichsführer-SS como consequência de seu pai ter dado à luz um dos filhos do líder da SS.  Em algum momento de 1932, ele se tornou ajudante de Philipp Bouhler e, em 1934, Brack era seu chefe de gabinete.  Em 1936, foi nomeado chefe do Hauptamt II (escritório principal II) na Chancelaria do Führer em Berlim.  O escritório tratava de assuntos relativos aos Ministérios do Reich, à Wehrmacht, ao NSDAP, às petições de clemência e às queixas recebidas pelo Führer de todas as partes da Alemanha. 

## Aktion T4
Os funcionários do Hauptamt II sob o comando de Viktor Brack desempenharam um papel vital na organização do assassinato de pessoas com doenças mentais e deficientes físicos no programa de "eutanásia" Aktion T4, especialmente a "eutanásia" infantil de 1939.  Por um decreto (antigo) de 1 de setembro,  Hitler nomeou Philipp Bouhler e o seu médico pessoal Karl Brandt para gerir o programa de eutanásia, onde supervisionariam o assassinato de pessoas com deficiência física e/ou mental.  A implementação das operações de assassinato foi deixada para subordinados como Brack  e SA-Oberführer Werner Blankenburg.   Para cumprir essa tarefa com eficiência, Brack, que chefiou o Gabinete II da Chancelaria do Führer, criou quatro escritórios; estes eram o Escritório II a ou o Vice-Chefe do Escritório Central II, chefiado por Blankenburg; Escritório II b, liderado por Hans Hefelmann, que tratava do governo do Reich e das petições de clemência; Escritório II c, supervisionado por Reinhold Vorberg, responsável por assuntos relacionados às forças armadas, à polícia, às SS e à igreja; e o Escritório II d para assuntos relativos ao Partido Nazista, chefiado por Amtsleiter Buchholz e depois pelo Dr. Brümmel. 
Em janeiro de 1940, Brack deu a August Becker a tarefa de organizar operações para matar com gás pacientes com doenças mentais e outras pessoas que os nazistas consideravam como "vidas indignas".  O programa Aktion T4 estava relacionado às ideias populares de eugenia e melhoria da raça do início do século 20, não permitindo a reprodução de pessoas com deficiência ou doentes mentais. Inicialmente, os médicos do programa esterilizaram pessoas, mas depois assassinaram quase 15.000 cidadãos alemães no Centro de Eutanásia Hadamar, no âmbito de uma extensão deste programa.  
Em 3 de abril de 1940, Brack explicou aos principais membros do Conselho de Municípios Alemão sua justificativa para assassinar pessoas consideradas doentes mentais permanentes.  Entre considerações materiais, Brack descreveu como eles “privaram” outros de comida (comedores inúteis) e ocuparam desnecessariamente espaço em hospitais para pessoas que de outra forma seriam curáveis.  Para além destas razões, Brack acrescentou os componentes ideológicos da higiene racial como fundamento para o seu extermínio, sublinhando ainda a importância do esforço de guerra acima dos factores humanitários. 
Havia seis centros principais de extermínio; estes residiam em Hartheim, Sonnenstein, Grafeneck, Bernburg, Brandenburg e Hadamar; a maioria dos quais, aponta o historiador Robert Lifton, "estavam em áreas isoladas e tinham muros altos - alguns eram originalmente castelos antigos - de modo que o que acontecia lá dentro não podia ser facilmente observado de fora".  Dada a escala da operação, Brack recrutou pessoal usando a sua rede de contactos e ligações partidárias para equipar totalmente o T4,  nenhum dos quais foi forçado a participar, mas ofereceu os seus serviços.  Os assassinatos do T4 ocorreram de setembro de 1939 até o fim da guerra em 1945; entre 275.000 e 300.000 pessoas foram mortas em hospitais psiquiátricos na Alemanha e na Áustria, na Polónia ocupada e no Protetorado da Boémia e da Morávia (atual República Tcheca).   

## Papel no Holocausto
Durante outubro de 1941, Adolf Eichmann e Brack decidiram começar a usar "vans de gás" para assassinar judeus incapazes de trabalhar, os três primeiros dos quais foram instalados no campo de extermínio de Chełmno.  As unidades móveis dos Einsatzgruppen designadas para lá não apenas mataram judeus, mas também gasearam ciganos, pessoas que sofriam de tifo, prisioneiros de guerra soviéticos e loucos; todos eles foram conduzidos para dentro das vans, assassinados e depois levados para florestas próximas para que seus corpos pudessem ser colocados em valas comuns.  Em 23 de junho de 1942, Brack escreveu a seguinte carta a Himmler:
Caro Reichsführer, entre dezenas de milhões de judeus na Europa, há, calculo, pelo menos dois a três milhões de homens e mulheres que estão suficientemente aptos para trabalhar. Considerando as extraordinárias dificuldades que o problema laboral nos apresenta, sou de opinião que esses dois a três milhões deveriam ser especialmente seleccionados e preservados. Isto, no entanto, só pode ser feito se, ao mesmo tempo, eles se tornarem incapazes de se propagar.
Brack pretendia apenas poupar esses 2 a 3 milhões de judeus capazes de trabalhar, desde que fossem esterilizados adequadamente.  Seguindo estas recomendações, Himmler ordenou que o procedimento fosse testado em prisioneiros de Auschwitz. Como Brack foi transferido para uma divisão SS, seu vice, Blankenburg, assumiu a responsabilidade pela tarefa e "tomaria imediatamente as medidas necessárias e entraria em contato com os chefes dos escritórios principais dos campos de concentração".  Quando a esterilização se revelou impraticável, esta foi rejeitada em favor do extermínio dos judeus com gás venenoso, uma vez que já existia o aparato técnico via T4 para matar pessoas "doentes mentais" indesejadas.  Com a conclusão do programa de eutanásia T4 dirigido por Brack, os nazis desmantelaram as câmaras de gás anteriormente utilizadas para esse esforço, enviaram-nas para leste e reinstalaram-nas em Majdanek, Auschwitz e Treblinka.  Posteriormente, Brack participou no processo administrativo de criação de campos de extermínio na Polónia ocupada.  Foi pessoal e equipamento fornecido por Brack que foi utilizado para assassinar os judeus.  

## Julgamento e execução

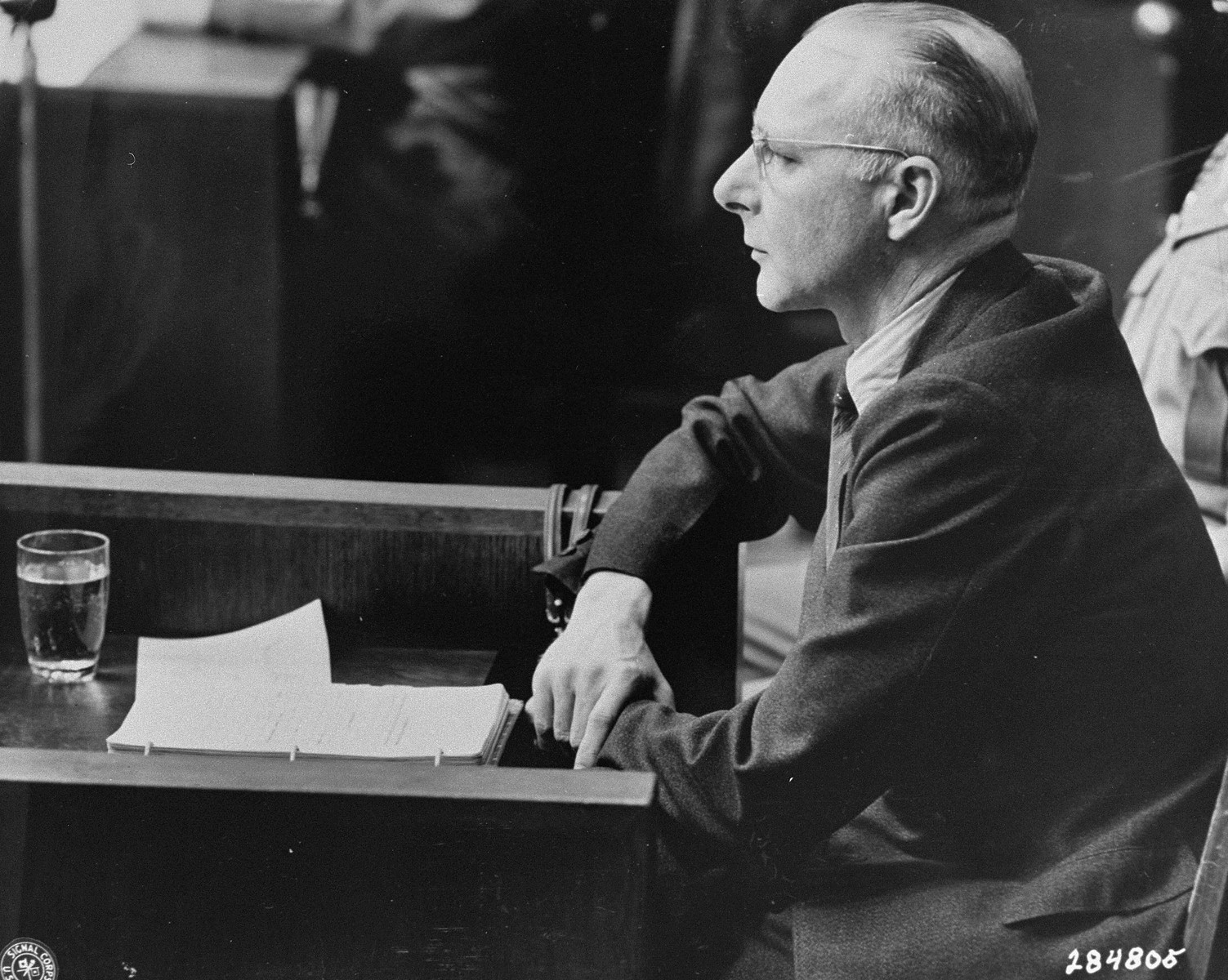
Viktor Brack testemunhou em sua defesa no Julgamento dos Médicos em Nuremberg, em 194.

Em algum momento de abril de 1945, Viktor Brack e seu superior Phillip Bouhler foram presos.  Durante o julgamento de Eichberg, que foi concluído em Frankfurt em 21 de dezembro de 1946, Brack foi implicado por seu papel no recrutamento de médicos para os assassinatos por eutanásia.  No Julgamento de Hadamar - entre 24 de fevereiro de 1947 e 21 de março de 1947 - ele foi novamente implicado junto com o Dr. Karl Brandt por seu envolvimento no programa T4.  Brack era conhecido por impor radicalmente a eutanásia, aterrorizando até médicos e enfermeiros para garantir que mantinham os procedimentos de abate, apesar de ter afirmado mais tarde, durante os julgamentos, que nunca tinha ouvido falar do programa T4. 
Durante os julgamentos, Brack insistiu que a eutanásia era uma "medida humana" para pessoas com doenças incuráveis e negou qualquer conhecimento do Holocausto.  Ele contestou a sua cumplicidade nas esterilizações em massa por raios X até ser confrontado pela sua assinatura nos documentos correspondentes; enquanto isso, outros administradores - Rudolf Brandt e Wolfram Sievers - testemunharam contra Brack, provando ligações entre ele, a Chancelaria do Führer e Hitler.  No entanto, Brack negou qualquer anti-semitismo ou envolvimento na matança de judeus e confessou que se juntou à Waffen-SS em 1942 para se distanciar do regime. 
Em 20 de agosto de 1947, Brack foi condenado à morte.  Ele foi executado por enforcamento na prisão de Landsberg em 2 de junho de 1948, declarando na forca que "desejava que Deus desse paz ao mundo". 